# Kalkanwendungen
Kalkanwendungen beschreiben den Einsatz von Kalkprodukten, Kalk und kalkbasierten Produkten in verschiedenen Sparten der Industrie, der Umwelt und der Landwirtschaft. Die Einsatzgebiete und Aufgaben von Kalk sind als naturbelassener Kalkstein, als gebranntes Calciumoxid, als gelöschtes Kalkhydrat oder als chemisch gefälltes Calciumcarbonat vielfältig.

## Definition
Die Bezeichnung „Kalk“ leitet sich vom lateinischen Wort ‚calx‘ ab. Der Begriff „Kalk“ wird vielfältig verwendet. Im weitesten Sinne versteht man darunter die natürlichen Gesteinsvorkommen von Calciumcarbonat: Kalkstein, Marmor und Kreide sowie den Dolomitstein von ähnlicher Beschaffenheit – im Volksmund auch nur das Element Calcium. Im engeren Sinne versteht man unter Kalk die veredelten Produkte Branntkalk (Calciumoxid) und Löschkalk (Calciumhydroxid), auch Kalkhydrat genannt, die industriell gewonnen werden. Kalkstein (Calciumcarbonat) ist meist vor Jahrmillionen aus den Überresten im Meer lebender Organismen entstanden. Kalk entsteht durch das Brennen von Kalkstein und ist chemisch betrachtet die Verbindung Calciumoxid.

## Anwendungsgebiete
Kalk und Kalkstein sind unersetzbare Grundstoffe. So sind Kalkprodukte unverzichtbar für die Eisen- und Stahlindustrie, aber auch von großer Bedeutung für die Umwelttechnologie, die Bauwirtschaft, die chemische Industrie, die Zellstoff- und Papierherstellung sowie die Land-, Forst- und Teichwirtschaft.

### Eisen und Stahl
Rund ein Drittel der gesamten Branntkalkproduktion wird in die Eisen- und Stahlindustrie geliefert. Bei der Gewinnung von Eisen aus Eisenerz macht Kalk zunächst das Erz stückig und damit hochofentauglich. Im Hochofen befreit Kalk dann das flüssige Roheisen von störenden mineralischen Verunreinigungen. Für die Herstellung einer Tonne Roheisen werden ca. 20 bis 30 kg Branntkalk und ca. 100–200 kg Kalkstein verwendet. Bei der Stahlherstellung entfernt Kalk Kohlenstoff, Silizium, Phosphor und Mangan aus dem Rohstoff und bindet den Schwefel. Für die Herstellung einer Tonne Stahl werden – je nach Herstellungsverfahren – 40 bis 60 Kilogramm Branntkalk benötigt.

### Umweltschutz
- Kalk wird zur Abwasserreinigung, Trinkwasseraufbereitung, Klärschlammbehandlung, Rauchgasentschwefelung und im Kampf gegen den sauren Regen eingesetzt, denn Kalk kann unter anderem Giftstoffe binden und damit unschädlich machen.
- Bei der Abwasserreinigung lassen sich mithilfe von Kalk keimtötende Bedingungen einstellen. Kalk senkt auch den Phosphatgehalt des Wassers. Dadurch wird eine Sauerstoffverarmung der Gewässer vermieden.
- Bei der Trinkwasseraufbereitung wird Kalk zur Enthärtung, Aufhärtung und Neutralisation verwendet und sorgt damit für eine gleichbleibend gute Wasserqualität.
- Mit Kalk lassen sich Klärschlämme entwässern und verfestigen. Die Vorteile der Kalkverfahren im Klärprozess sind, dass pflanzenverfügbare, reine Calciumphosphate entstehen, die als Düngemittel wiederverwendet werden können.
- Zur Einbindung von Schadgasen arbeiten die europäischen Verbrennungsanlagen zu mehr als 95 % mit Kalkprodukten.
- Aufgrund der Luftverschmutzung und des dadurch verursachten sauren Regens leiden viele Bäume unter einem Calcium- und Magnesiummangel, der durch die Versauerung der Waldböden hervorgerufen wird. Mithilfe von Kalk kann der pH-Wert angehoben und dadurch die Widerstandsfähigkeit der Bäume deutlich erhöht werden. Daher werden Düngemittel auf Kalk-Basis mit Hubschraubern oder Spezialfahrzeugen in die Wälder verblasen und die aufgebrauchten Nährstoffe wieder ersetzt. Die Waldböden sind aber nicht nur für die Pflanzengesundheit von Bedeutung, sie filtern auch das Regenwasser und tragen entscheidend zur Trinkwasserqualität bei.

### Bauwirtschaft
Gebrannter Kalk findet Anwendung bei der Herstellung von Mörtel und Putzen. Auch im Mauerwerksbau ist Kalk als Bestandteil von Porenbeton und Kalksandstein von großer Bedeutung. Kalksteine mit entsprechend bearbeiteter Oberfläche können als Naturwerksteine eingesetzt werden. Beim Straßenbau wird Kalk zur Bodenverbesserung mit speziellen Fräsen in den Boden eingemischt. Er reguliert die Feuchtigkeit und macht den Straßenunterbau widerstandsfähiger gegen Frost. Auch in allen Schichten des Straßenoberbaus kommt Kalk zum Tragen – sei es als Kalksteinbaustoffgemisch in der Frostschutzschicht, in den verschiedenen Tragschichten oder in Verbindung mit Bitumen in der Asphaltdecke.

### Industrielle Anwendungen
- Die Chemische Industrie setzt Kalk für die Herstellung von anorganischen oder organischen Calciumverbindungen, als Reaktionsmittel bei chemischen Synthesen, zur Veränderung von pH-Werten, bei chemischen Umsetzungen, physikalisch-chemischen Aufbereitungsverfahren und zur Neutralisation ein.
- Aus einem Gemisch von Quarzsand, Soda, Pottasche und Kalkstein wird in der Glaswanne bei Temperaturen um 1.450 °C Glas erschmolzen. Kalk macht dabei als Härtebildner das Glas hart und dicht.
- Für die Zuckerindustrie ist Kalk unentbehrlich. Der auf 60 °C erwärmte dunkelgraue Rohsaft wird mit Kalkmilch versetzt. Dabei flocken Nichtzuckerstoffe, vor allem Eiweiß, aus.
- Soda, ein bedeutender Grundstoff der modernen Industrie, wird aus Steinsalz und Kalkstein gewonnen.
- Kalk wird gebraucht bei der Herstellung von Kunststoffen, Gummiartikeln, Alkoholen, Klebstoffen, Farben und Lacken.
- Auch für Waschmittel, Kosmetika, Pharmazeutika und einige Lebensmittel werden Kalkprodukte benötigt.

### Zellstoff und Papier
- Kalk wird in der Zellstoff- und Papierindustrie sowohl zur Rückführung von Natronlauge für den Aufschließungsprozess als auch zur Wasseraufbereitung und Abwasserreinigung verwendet. Bei der Rückführungsreaktion ist ein Kreislaufprozess üblich, sodass lediglich ein Teil des Kalkes ergänzt werden muss.
- Natürliches Calciumcarbonat ist in Europa der meist verwandte Farbstoff für gestrichene Papiere. Gefälltes Calciumcarbonat wird als Füllstoff in der Papiermasse oder als Pigment in der Streichfarbe eingesetzt. Es verleiht Papier höchste Weiße und Dichte, erhöht das Volumen und verbessert Bedruckbarkeit und Lichtechtheit.

### Land-, Forst-, Garten- und Teichwirtschaft
- Die Fruchtbarkeit und Ertragsfähigkeit eines landwirtschaftlich genutzten Bodens hängt neben seinem Humusgehalt vor allem von einem ausgewogenen Kalkgehalt ab. Düngekalk neutralisiert saure Böden, sorgt für die Fruchtbarkeit des Acker- und Grünlandbodens und lockert die Bodenstruktur auf.
- In jedem Jahr werden pro Hektar landwirtschaftliche Nutzfläche rund 300 bis 450 Kilogramm Kalk Calciumoxid für die Neutralisation bodeneigener und von außen eingetragener Säuren benötigt. Die Pflanzen entziehen bei ihrem Wachstum weitere 50 Kilogramm Calciumoxid pro Hektar.
- Bei der Tierhaltung sorgt Futterkalk für gesunden Knochenaufbau.
- Im Stall und in der Teichwirtschaft macht man sich die keimtötenden Eigenschaften von Kalk zur Durchführung von Hygienemaßnahmen zunutze.